# Coniophanes alvarezi
Coniophanes alvarezi là một loài rắn trong họ Rắn nước. Loài này được Campbell mô tả khoa học đầu tiên năm 1989.